# Luis Donaldo Colosio Murrieta (Huimanguillo)
Luis Donaldo Colosio Murrieta es una localidad del municipio de Huimanguillo ubicado en la subregión de la Chontalpa del estado mexicano de Tabasco.

## Historia
La localidad fue creada el 15 de diciembre de 2016.

## Geografía
La localidad de Luis Donaldo Colosio Murrieta se sitúa en las coordenadas geográficas 17°47′00″N 93°20′57″O / 17.783262, -93.349256, a una elevación de 52 metros sobre el nivel del mar.

## Demografía
Según el Conteo de Población y Vivienda 2020, efectuado por el Instituto Nacional de Estadística y Geografía, la localidad de Luis Donaldo Colosio Murrieta tiene 33 habitantes, de los cuales 23 son del sexo masculino y 10 del sexo femenino. Su tasa de fecundidad es de 3.33 hijos por mujer y tiene 15 viviendas particulares habitadas.